# 七美空港
七美空港（しちびくうこう、繁体字中国語: 七美航空站、英語: Qimei Airport）は、台湾の澎湖県七美郷にある空港。
澎湖県の管理下の飛行場として1977年（民国66年）に完成した。1991年（民国80年）5月11日から民用航空局の所管となり馬公空港（現：澎湖空港）の管理下となった。1993年7月から翌年6月にかけてターミナルビルの拡張工事が行われた。滑走路はアスファルトで舗装されていたが、1995年の改装によりプレストレスト・コンクリートに更新されている。
夜間の運用は、救急目的のヘリコプター以外は行われていない。
2013年（民国102年）の利用実績は、発着1,884回、利用者25,813人、貨物取扱量23.7tであった。

## 就航航空会社と就航都市

### 国内線
| 航空会社 | 就航地                                                           |
| -------- | ---------------------------------------------------------------- |
| 徳安航空 | 澎湖空港（澎湖県湖西郷、1日1便）、高雄国際空港（高雄市、1日2便） |

開港当初、永興航空（後に国華航空）によって馬公空港（現在の澎湖空港）と高雄空港への便が開設され、国華航空がマンダリン航空に合併される1998年（民国87年）まで運航されていた。